# Тумаркин, Игаль
Игаль (Игаэль) Тумаркин (ивр. יגאל תומרקין‎, имя при рождении Петер Мартин Грегор Хайнрих Хелльберг, нем. Peter Martin Gregor Heinrich Hellberg; 1933, Дрезден, Германия — 12 августа 2021, Тель-Авив) — израильский скульптор, график и живописец. Лауреат Премии Израиля (2004).

## Биография
Родился в 1933 году в Дрездене. Мать, актриса Берта Гуревич, была еврейкой, отец, Мартин Хелльберг (впоследствии известный немецкий режиссёр и актёр), — христианин, сын священника. Родители разошлись вскоре после рождения мальчика, и в 1935 году Берта эмигрировала в подмандатную Палестину. Примерно год спустя она вышла замуж вторично, за Герцля Тумаркина, и её сын получил фамиию отчима. Он обнаружил, что Герцль Тумаркин не его родной отец, в возрасте девяти лет, и, по его собственным словам, это стало причиной отчуждения между ними, поскольку ему «не говорили правды». Позже, в 1949 году, у Герцля и Берты Тумаркиных родилась дочь.
Рос сначала в Тель-Авиве, где посещал публичную школу для рабочей молодёжи, а затем в Бат-Яме. После переезда семьи в Бат-Ям некоторое время учился в религиозной школе «Тахкамони», однако испытывал серьёзные трудности с религиозной доктриной, и в дальнейшем родители несколько раз переводили мальчика в разные школы, преимущественно аффилированные с сионистским рабочим движением, в Бат-Яме, Холоне, Тель-Авиве и кибуце в Изреельской долине. С 1946 года Игаль учился в профессиональном училище имени Макса Файна, где изучал вначале слесарное дело, а позже электротехнику и телекоммуникации. С того же года состоял в организации морских скаутов и в 1949 году в качестве юнги участвовал в двух рейсах пассажирского корабля «Негба» в Европу. После этого некоторое время работал на разных предприятиях, в свободное время занимаясь как любитель созданием скульптур, материалами для которых служили керамическая глина и бетон.
С 1952 по 1954 год проходил военную службу в ВМС Израиля. По окончании службы прожил год в художественной колонии Эйн-Ход, где работал в мастерской скульптора Руди Лемана. В 1955 году Тумаркин отправился в Европу, где в Берлине познакомился со своим биологическим отцом Мартином Хелльбергом. В Германии некоторое время работал театральным художником в «Берлинер ансамбле» у Бертольта Брехта. Оформлял также спектакли в других театрах Германии и Нидерландов и до 1961 года проживал преимущественно в Европе, изредка возвращаясь в Израиль, где также работал как театральный художник.

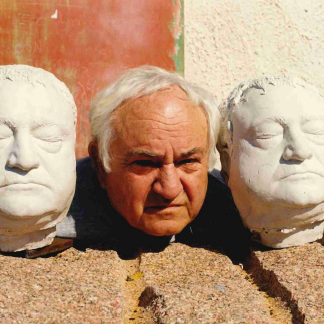
Игаль Тумаркин в своей мастерской. 1999 год

В дальнейшем до середины 1970-х годов Тумаркин много путешествовал, посещая разные страны и знакомясь с художественной культурой различных народов, что оказало влияние на его дальнейшее творчество. В 1964 году участвовал в Венецианской биеннале, а в 1967 году — в биеннале искусства в Сан-Паулу. В 1975—1977 годах проживал в Нью-Йорке, после чего окончательно осел в Израиле, где был наиболее известен как скульптор, однако занимался также графикой, живописью, инсталляцией и ювелирным делом. Издал ряд путевых записок по следам поездок в разные страны, а в первом десятилетии XXI века выпустил несколько книг художественной прозы. В этот период мастерская Тумаркина располагалась в мошаве Бургата, для которого он создал сад скульптур.
Был дважды женат. От первой жены, Наоми, у Тумаркина родилась дочь Орна, а от второй, Наамы — два сына Дор и Йон — известный израильский актёр.
В 1998 году, во время пребывания в Париже, Тумаркин переболел менингитом. Умер в августе 2021 года у себя дома в Тель-Авиве после тяжёлой продолжительной болезни, оставив после себя вторую жену и троих детей.

## Творчество

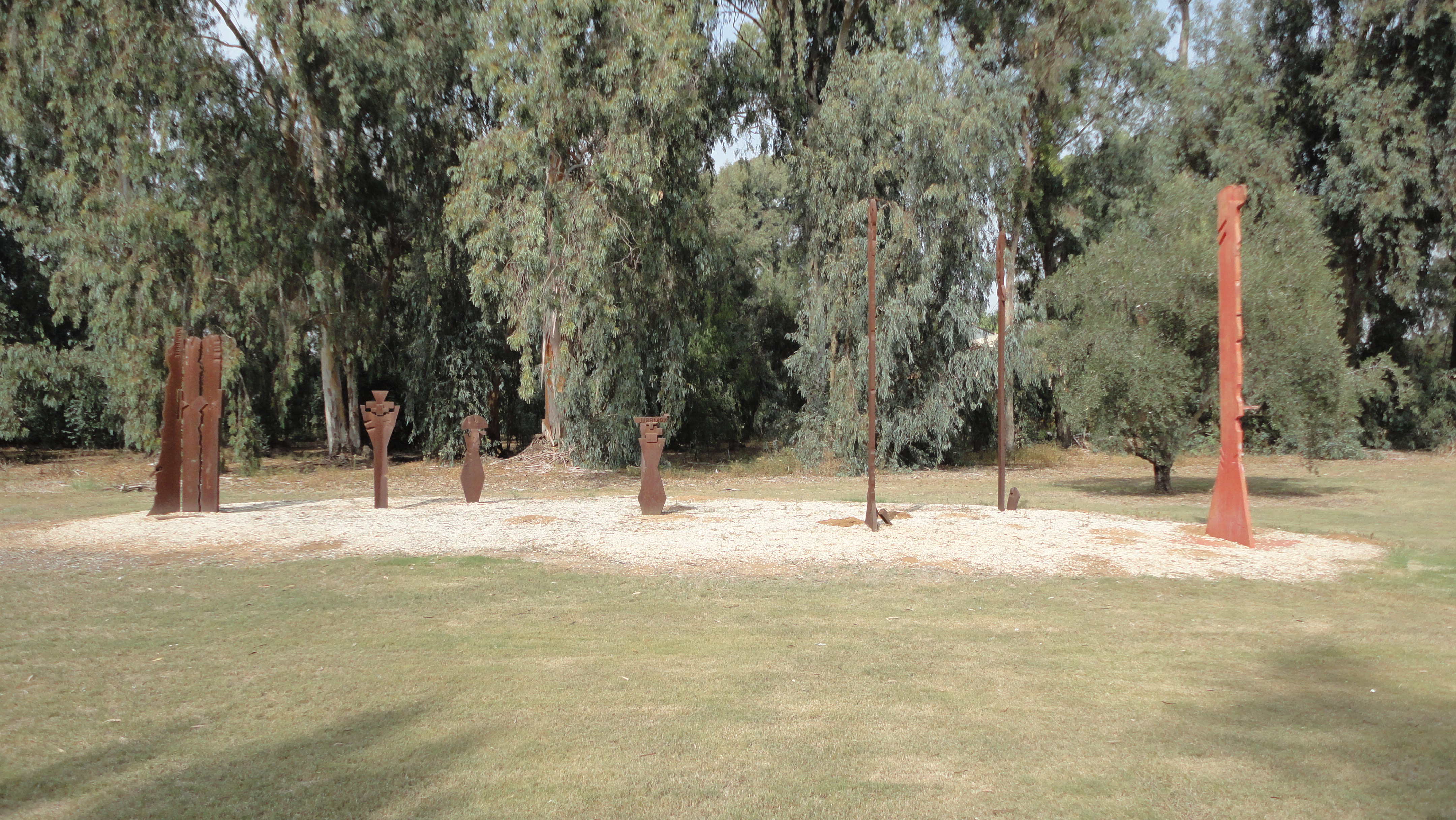
Сад скульптур в Бургате

Тумаркин не получил формального художественного образования и свой стиль сформировал, учась у других художников и знакомясь с мировыми культурами. Уже в годы военной службы статуэтки животных его работы начали продаваться в различных магазинах. После этого его учителем был скульптор Руди Леман, а в первые годы жизни в Европе на его стиль повлияла художественная доктрина Бертольта Брехта.
Краткая еврейская энциклопедия указывает, что попытки отражения идей психоанализа в изобразительном искусстве роднят творчество Тумаркина с сюрреализмом, а его живопись, графика и рельефы в 1960—1980-е годы испытывали влияние поп-арта. Сам художник сообщал, что на его раннее творчество в середине 1950-х годов оказали влияние работы Гонсалеса и молодого Сезара, которые привлекли его внимание к возможностям использования металлолома в скульптуре. Во время пребывания в Париже израильтянин был близок с Тристаном Тцарой и увлекался творчеством Джона Хартфилда и Курта Швиттерса. В 1970-е годы знакомство с концепциями архитектора-модерниста Альфреда Ноймана подтолкнуло Тумаркина к работе с нержавеющей сталью.
Свою первую скульптуру из металла — двух сов, сидящих одна на другой и символизирующих мудрость Афины, — Тумаркин создал в 1956 году для клуба «Медура» под влиянием Ицхака Данцигера. С 1950-х годов он также начал создавать композиции из бытовых предметов, подобранных на свалках. На определённом этапе элементы композиций окрашивались в однородный золотистый цвет на тёмном фоне (как предполагал сам художник, такое оформление диктовалось влиянием византийского искусства). Позже он начал погружать их в полиэстер, оставлявший следы на оригинальном материале, что создавало «яркий контрапункт». К этому периоду, который Тумаркин называл «археология современности», относятся, в частности, скульптуры «Собор» (1959) и «Посвящение Грюневальду — распятие машины» (1961).

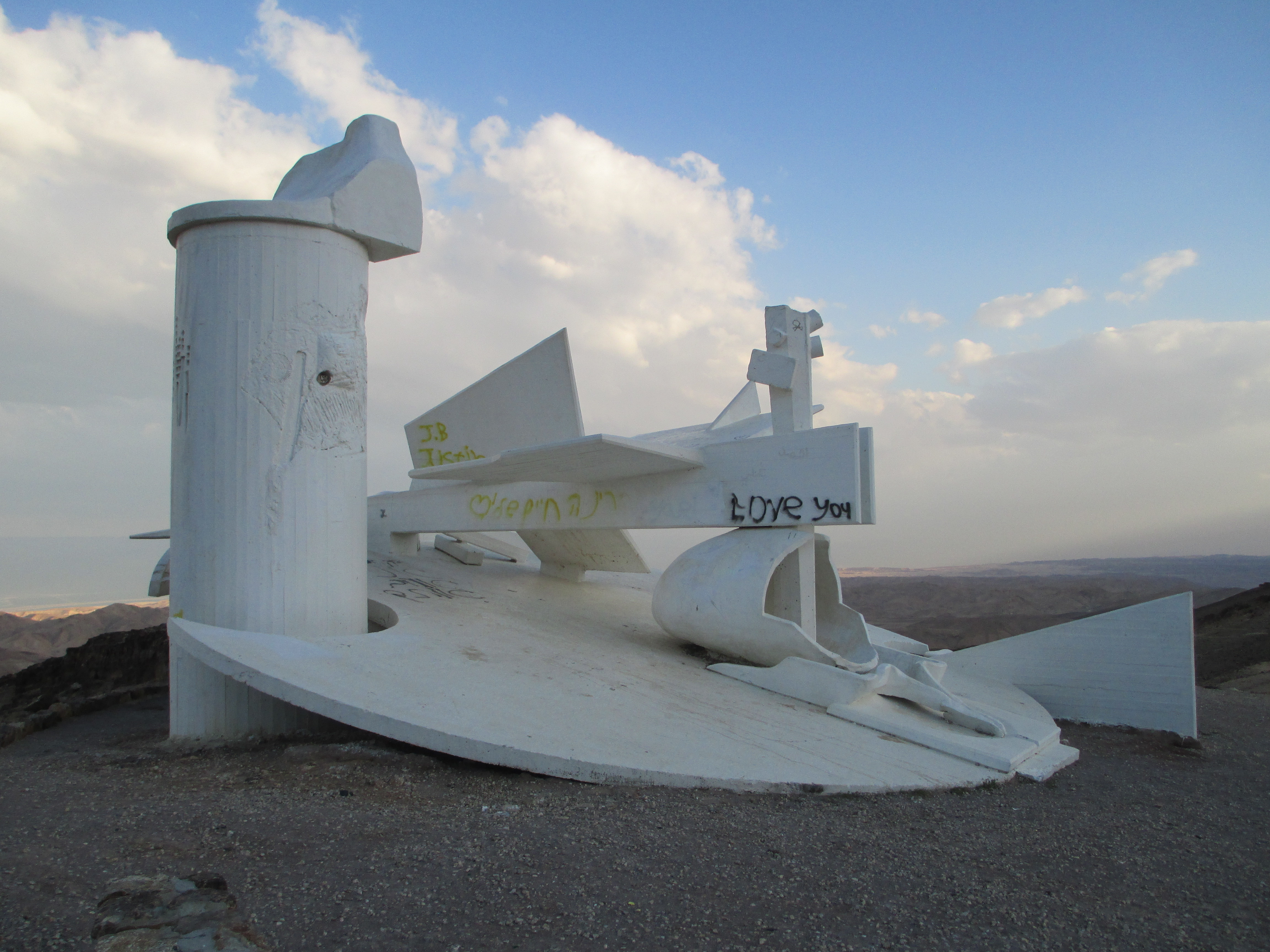
Панорама Арада

В начале 1960-х годов в ходе поездки в пустыню Негев Тумаркин увлёкся идеей ландшафтных скульптур, которые будут органично вписываться в естественный пейзаж. В 1963 году он создал ряд «пустынных» скульптур, к этому же времени относятся монументальные комплексы для южных израильских городов Димона и Арад — соответственно «Век науки» (1962—1969), и «Панорама Арада» (1962—1968), в которой совмещены металлическая скульптура на холме и каменная конструкция, имитирующая дольмен. Позже художник вспоминал, что идея земляных скульптур захватила его после посещения в 1967 году лагерей беженцев, где он фотографировал землянки. Изучая земляную скульптуру, художник совершал поездки в Египет, Марокко, Тунис, Сенегал. Для создания его пустынных скульптур — рельефов из песка — использовался уникальный метод напыления. В земляных скульптурах Тумаркина, кроме собственно земли, использовались металл и ткань, их темой были религия, природа и связь между ними. Известный пример подобных работ — «Распятие бедуина» (1982).

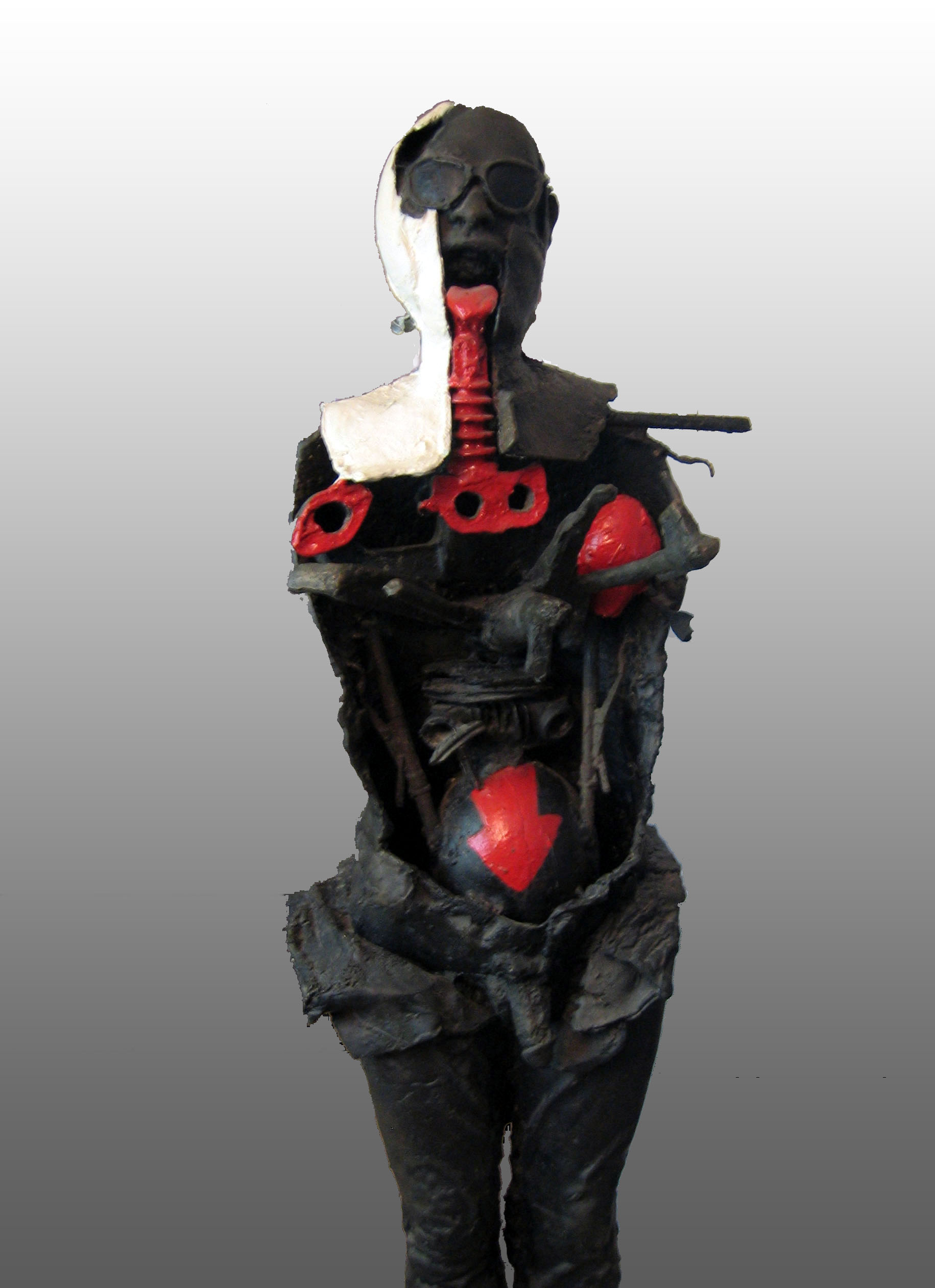
Он участвовал в сражениях (Тель-Авивский музей искусств)

С середины 1960-х годов среди произведений Тумаркина начали появляться скульптуры, где сочетаются человеческое тело и оружие — по собственным словам скульптора, это отражало новую реальность. К таким композициям относятся «Ворота и автопортрет» (1964—1968) и «Он участвовал в сражениях» (1967). В последнем случае нашёл отражение ещё один творческий метод Тумаркина — бронзовые скульптуры, отлитые на основе пластиковых манекенов из магазинных витрин.
Визиты Тумаркина в Нью-Йорк в 1970-е годы привели к появлению новой тенденции в его скульптурных работах — они стали приземистыми, вытянутыми по горизонтали, что создавало резкий контраст современной городской архитектуре, устремлённой ввысь. В этом десятилетии в творчестве художника большое место занимали простые формы и локальные цвета, он работал со стеклом и другими гладкими поверхностями. К этому периоду относятся такие работы как «Феникс» (1971), «Катастрофа и возрождение» (1971—1975), «Скульптура после войны» (1974).
В работах Тумаркина 1980-х годов важное место занимают подчёркнутые контрасты, разбитые части целого. Он вспоминал, что при посещении Берлинской стены в 1984 году задумался о городах, которые разделяет ненависть — в их число помимо Берлина, в его представлении, входили Бейрут, Белфаст и Иерусалим. Художественная идея, возникшая в результате, выразилась в произведениях, разделённых на две части — одна сверху, вторая снизу — и соединённых только тросом. Также при посещении Берлина, где художник побывал на Ландвер-канале, из которого был выловлен труп Розы Люксембург, возникла идея работы, на двух полюсах которой — две женщины, представляющие противостоящие идеалы «первой машинной эпохи». Скульптура, получившая название «От Большой Берты к Красной Розе. Берлин», была создана в 1989 году.
В конце 1980-х и начале 1990-х годов Тумаркин создал ряд инсталляций, сочетавших настоящие предметы и конструкции с кусками земли и яркими одноцветными металлическими силуэтами. Хотя металл представлял собой основной материал его работ на протяжении долгого времени, в 1990-е годы скульптор усовершенствовал технику работы с ним, придавая элементам работ форму самостоятельно с помощью тяжёлых промышленных машин при температуре 1200 °C.

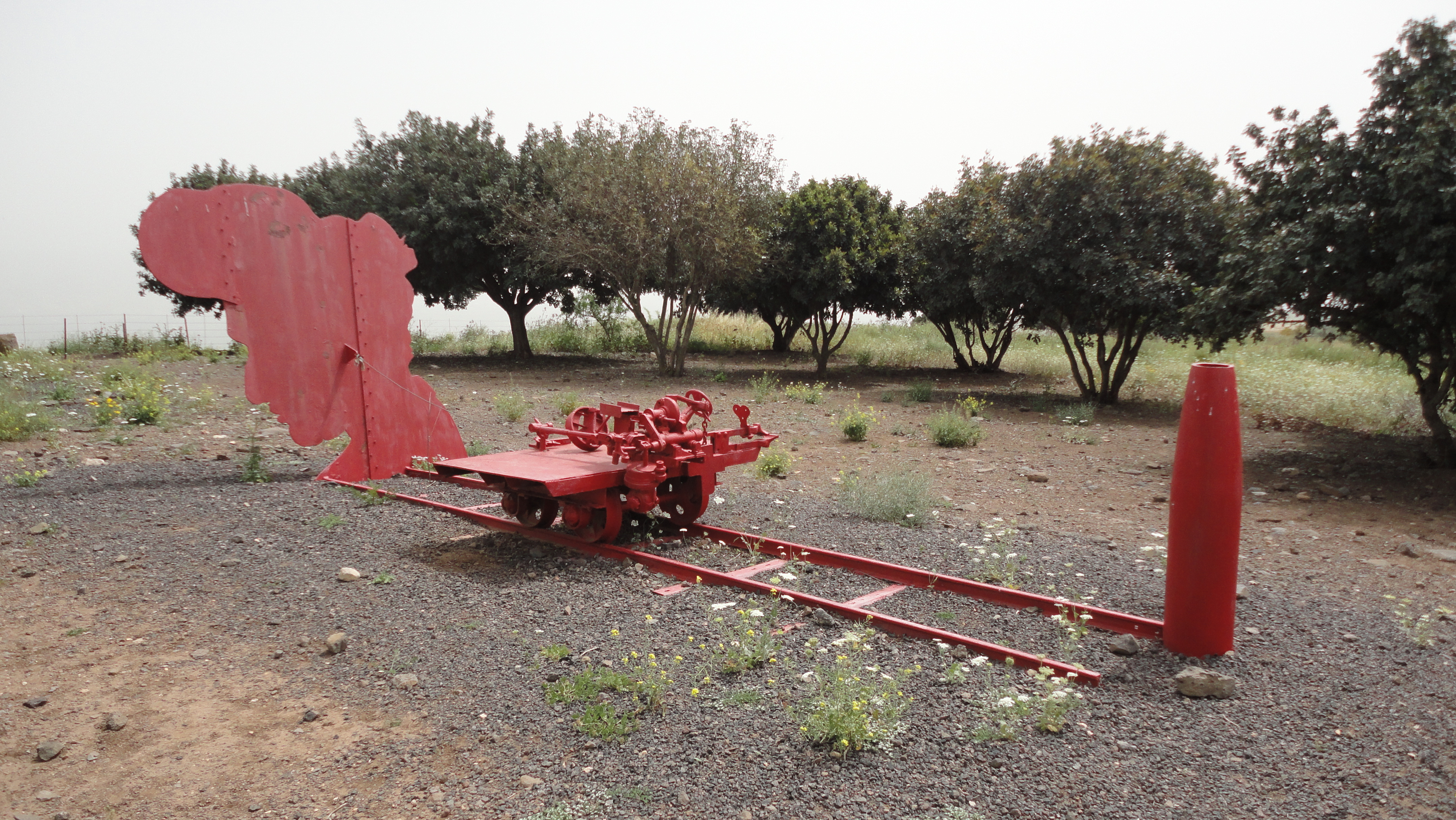
От Большой Берты к Красной Розе (парк скульптур Бельвуар)

Несмотря на то, что Тумаркин прежде всего известен как скульптор, он активно работал в других жанрах изобразительного искусства, прежде всего в графике, куда привнёс образы и тематику своих скульптурных работ. Среди его известных графических работ — «Барочные часы» (1965), серии «Война Судного дня» (1974), «Вагонетки» (1986—1990), «Маттиас Грюневальд» (1978—1980) и «Май-88» (1988). Он выступал также как иллюстратор ряда книг, в том числе Натана Заха и Далии Равикович. Собственное литературное наследие Тумаркина включает путевые заметки, художественные каталоги и искусствоведческие монографии («13 бесед об искусстве XX века», 1985; «Строительство в Израиле», 1988). В начале 2000-х годов он издал также несколько книг художественной прозы, первой из которых стал «Плот Медузы» (2002) — сборник апокалиптических рассказов и эссе. В 2003 вышла книга «Император и лицемер» о Фридрихе II Гогенштауфене. Также в 2000-е годы изданы детские книги Тумаркина «Йон и собаки» и «Ночные хищники» (в соавторстве с Майей Бежерано), посвящённые двум из его детей — Йону и Орне.

## Признание
Игаль Тумаркин считается одним из важнейших скульпторов в истории израильского искусства, его творчество также получило признание в других странах. Персональные выставки Тумаркина проходили с начала 1960-х годов в Израиле и с конца 1950-х годов за рубежом (первая из них состоялась в 1958 году в Амстердаме). Местом выставок, среди прочих, становились Тель-Авивский музей изобразительных искусств, Израильский музей, Хайфский музей современного искусства, театр «Габима», музей Куинса (Нью-Йорк), Брестский музей изобразительных искусств (Франция), филиал Института Гёте во Франции и другие. Его работы участвовали в биеннале в Венеции и Сан-Паулу, а также в международном биеннале графического искусства в Риеке.

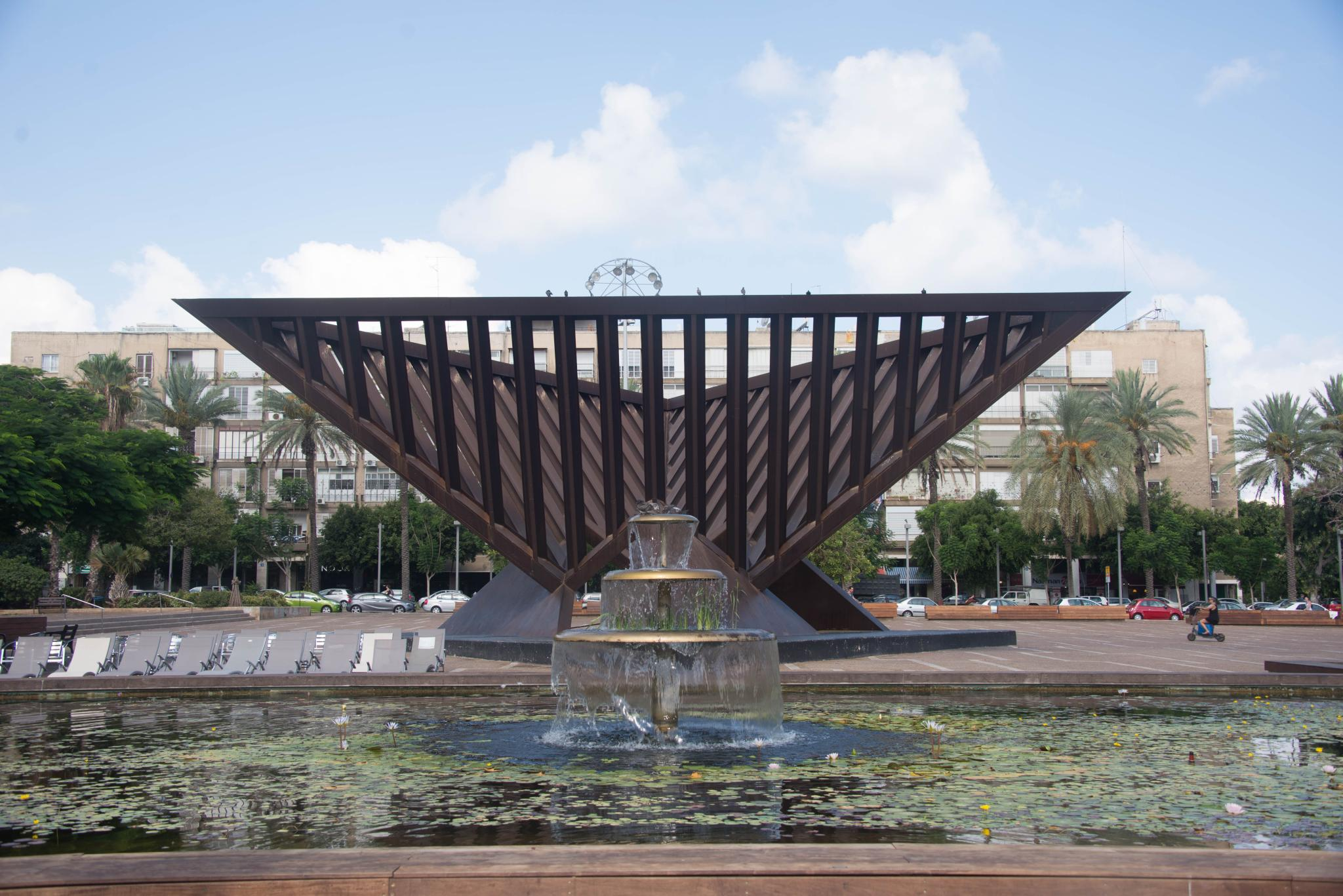
Катастрофа и возрождение (Тель-Авив)

Проекты Тумаркина неоднократно удостаивались призов на израильских конкурсах. Так, он стал победителем конкурсов на военный мемориал в Хулайкате (1964), на памятник нелегальным иммигрантам в Хайфе (1968) и на памятник Катастрофе и возрождению в Тель-Авиве (1971). В 1968 году он стал также лауреатом премии Сандберга от Израильского музея. В 1998 году разразился публичный скандал вокруг присуждения Тамаркину музеем «Яд ва-Шем» премии имени Зусмана, которая присуждается деятелям искусства, чьё творчество увековечивает память о Холокосте. После публикации высказывания скульптора о том, что, «поглядев на этих чёрных, понимаешь, почему был Холокост», музей принял решение отменить награждение, однако учредивший премию фонд Зусмана не согласился с этим, и премия была вручена на церемонии открытия выставки израильского искусства в Еврейском музее Вены. В 2004 году удостоен Премии Израиля, что в свете его скандальных высказываний в прошлом также сопровождалось ожесточённой общественной дискуссией. Комиссия по присуждению Премии Израиля была вынуждена трижды подтверждать решение о награждении Тумаркина, вопрос обсуждался на специальном заседании кнессета, а Верховный суд Израиля трижды отклонял иски об отмене награждения.
Среди наград, которых Тумаркин был удостоен за рубежом, — премия имени Родена от Музея Хаконэ под открытым небом (1992). В 1984 году он был удостоен награды президента Италии, а в 1997 году стал кавалером ордена «За заслуги перед Федеративной Республикой Германия».